# Jan Oświęcim
Jan Oświęcim herbu Radwan – podczaszy bełski w 1663 roku, sędzia grodzki sanocki w 1660 roku, sędzia kapturowy ziemi sanockiej w 1668 roku.
Syn Floriana Ośwęcima i Reginy Śląskiej.